# جغرافيا أذربيجان
| \| \|                           |                                                                                |
| القارة                          | آسيا                                                                           |
| المنطقة                         | القوقاز                                                                        |
| إحداثيات جغرافية                | 40°30′N 47°30′E                                                                |
| المساحة                         | 86,600 كم² (119)                                                               |
| الشريط الساحلي                  | 0 كم                                                                           |
| الحدود الأرضية                  |                                                                                |
| الدول المجاورة وطول الحدود معها | 2,013 كم (أرمينيا 1077 كم جورجيا 480 كم إيران 756 كم روسيا 390 كم تركيا 15 كم) |
| أعلى نقطة                       | 4,485 م                                                                        |
| أدنى نقطة                       | -28 م                                                                          |
| فرق التوقيت                     |                                                                                |
|                                 |                                                                                |

جغرافيا أذربيجان تقع أذربيجان في منطقة القوقاز من أوراسيا. يهيمن عليها ثلاث ميزات مادية: بحر قزوين الذي يشكل حدود الطبيعية للمنطقة الشرقية من البلاد وجبال القوقاز الكبرى في شمال أذربيجان والسهول واسعة النطاق في وسط البلاد. تبلغ مساحة أذربيجان 86,600 كيلومتر مربع، أي أقل من 1٪ من مساحة الاتحاد السوفيتي السابق.

## الموقع التاريخي والجغرافي لجمهورية أذربيجان
إن البيئة الطبيعية الجغرافية المواتية لأذربيجان خلقت ظروفا للناس الذين يعيشون في العصور القديمة. قدّم المؤلفون الأقدمون هيرودوت وبوليبي وسترابون وكلوديا بطليموس في أعمالهم معلومات عن الموقع الجغرافي لأذربيجان، والحدود، والأنهار، والمستوطنات، والقبائل التي استقرت هناك، وبحر قزوين، وصلتها بالبحر. وفي وقت لاحق، كتب عن الجغرافيين والمسافرين العرب، وابن خردادزه، واستقلال أبو اسحق، والعالم الأذربيجاني محمد ناختشفاني، والعالم الإيراني رشيد الدين فضل الله، عن الاقتصاد الأذربيجاني، والتقسيم الإداري، والجبال والأنهار، والمدن، والمسافات بينها وبين الطرق التجارية. وصف المؤرخ الألباني موسى كالانكاتلي ألبانيا كدولة مشهورة وذات طبيعة غنية وكثيرة السكان في تاريخ ألبانيا، حيث تظهر أن هناك العديد من الأراضي المنتجة والحدائق الجميلة والصحارى الخضراء. تقع الأراضي الأذربيجانية القديمة في آسيا الصغرى وتغطي الجزء الجنوبي الشرقي من جبال القوقاز، وصولا إلى المناطق الجبلية في الجنوب والجنوب الشرقي من بحيرة أورميا. مساحتها أكثر من 200,000 كيلومتر مربع. تقع أذربيجان في نصف الكرة الشمالي ككل.أسبانيا، اليونان، تركيا، الصين، كوريا هي تقريبا نفس المنطقة الجغرافية لأذربيجان. يمر عدد من الطرق الدولية الهامة القادمة من أوروبا إلى دول الشرق الأوسط وآسيا عبر أذربيجان. تقع عند تقاطع أوروبا وآسيا، وتتمتع الجمهورية بموقع جيوسياسي وجغرافي فريد من نوعه وتحافظ على أهميتها للعلاقات الاقتصادية والثقافية العلمانية منذ العصور القديمة.

## الإغاثة
إن إغاثة جمهورية أذربيجان مختلفة للغاية. هنا شكلين رئيسيين من الإغاثة - السهول والجبال تهيمن ما يصل إلى 60 بالمائة من أراضي أذربيجان جبلية. وتغطي الوحدات الجيومورفولوجية الرئيسية في الجمهورية - القوقاز العظمى، والقوقاز الصغرى (إلى جانب هضبة غاراباخ) وجبال تاليش الأراضي المنخفضة في كورا آراز، من الشمال والغرب، ومن الجنوب الشرقي. يبلغ متوسط ارتفاع أراضي الجمهورية 400 متر. ومع ذلك، فإن قمة بحر قزوين دون مستوى المحيط (حاليا 26.5 م) ، وهي أعلى قمة في بازاردوز هي 4466 متر. وهكذا، فإن الفرق في الارتفاعات في أراضي الجمهورية حوالي 4500 متر. تنتمي القوقاز الكبرى إلى أذربيجان بجزأها الجنوبي هنا، يتم تقسيم سلسلتين جبليتين: ذروة البصرة (4466 م) ، الرئيسي أو السوايرجي، شاهداغ الذروة (4243 م) (يناير). الرصيف يرتفع ببطء إلى ارتفاع 1000-700 متر . وتشمل سلاسل جبال القوقاز الكبرى التلال: الساحل الشمالي الغربي، والجنوب الشرقي، وغوبوستان، وألزن-هافن في الجنوب الغربي، ومنحدرات غوسار في الشمال الشرقي. تتكون الجبال بشكل رئيسي من الصخور الرسوبية، والتي تتعرض بسهولة نسبية للتعرية وأوقات الطباشير. تتميز الأسرّة الجبلية والبراكين الطينية بأنها مميزة. تم تكوين وادي جوسار ووادي ألزان هفتاران من الطبقة الرابعة من ترسب الحصى السميك.
منطقة القوقاز الصغيرة هي عبارة عن تضاريس جبلية معقدة تتكون من عدة صفوف وسهول، مع ارتفاع منخفض نسبيًا، حيث تستولي على الأجزاء الجنوبية الغربية والغربية من الجمهورية. تقع هضبة كاراباخ على مخاريق البراكين واللافاس الدورية الرابعة، بدءا من جنوب موروفداغ إلى نهر أراز . وتتكون القوقاز الصغيرة من اليوجا والطباشير الذين تتراوح أعمارهم بين الصخور البركانية والصخور الرسوبية.
تحتل جبال تاليش الجزء الجنوبي الشرقي من البلاد. وقد تشكلت في الأصل من الرواسب الفترة الثالثة. تشكل جبال تاليش تلة انتقالية لجبال القوقاز الصغرى، إلبروس (إيران) ، وتتكون من ثلاث سلاسل جبلية رئيسية تصل إلى 2477 متر وعدد منها. ينقسم السهل إلى خمسة سهول أو طبقات مع نهري كورا وأراز : سهول شيروان، غاراباخ، ميل، موغان وساليان.
يغطي سهل كورا-أراز المنطقة الواقعة بين منطقة القوقاز الكبرى، والقوقاز الصغرى وجبال تاليش في منطقة القوقاز، تحتفظ بالجزء المركزي من أراضي الجمهورية، حيث تمتلك أكبر حوض جبلي من شبه جزيرة أبشيرون إلى الشمال، يقع سهل سامور-ديفيشي، الواقع على ساحل بحر قزوين، على سهل جوسار المنحدر يمتد الممر الضيق لأراضي لينكوران المنخفضة على طول منحدرات جبال تاليش من شبه جزيرة أبشيرون إلى الجنوب. تقع معظم مناطق كورا آراز وسامور ديفيشي وسهول لانكران وشبه جزيرة أبشيرون تحت مستوى المحيط العالمي.

## مناخ أذربيجان
يتأثر الموقع الجغرافي والإغاثة من البلاد وبحر قزوين إلى حد كبير بمناخ أذربيجان. هنا واجهت شبه الصحراء والصحراء الجافة، شبه الاستوائية، مناخ معتدل والبارد. هناك 8 من أصل 11 مناخ مناخي على الأرض المناخ شبه استوائي جاف هو سمة لأراضي كورا أراز المنخفضة وأبشيرون. لا يلاحظ المناخ شبه الاستوائي الرطب إلا في جبال طاليش الجنوبية، التي تتميز بسفوح التلال وسهول لانكران. يتميز المناخ المعتدل بجفاف حار معتدل وجاف وحار معتدل ورطب على البرودة في الغابات التي تغطيها القوقاز الكبرى والقوقاز الصغرى. لوحظ المناخ البارد في السلاسل الجبلية العالية، على قمم القاعتين الأكبر والأقل القوقاز ، في مروج جبال الألب والسهول. في شهر يوليو، تكون مناطق 25-27 درجة مئوية وفي المناطق الجبلية 5 درجات مئوية عند الحد الأقصى 43 درجة مئوية، يقل الحد الأدنى المطلق إلى -30 درجة مئوية. هطول الأمطار غير متكافئ في المنطقة شوهدت الأراضي المنخفضة في كور-أراز عند 200-300 ملم، في القوقاز الصغرى وفي المنحدرات الشمالية الشرقية من منطقة القوقاز الكبرى، 600-800 ملم على المنحدرات الجنوبية من القوقاز الكبرى على ارتفاعات من 2000 إلى 2500 متر إلى 1200-1300 ملم، يصل الحد الأقصى من الأمطار إلى الجنوب من الأراضي المنخفضة في لينكوران و 1200-1700 ملم إلى منحدرات جبال تاليش. رياح القاهاة هي الشمال (شبه جزيرة أبشيرون) ، جنوب غرب (كور أراز) ، واتجاه غربي.

## المياه الداخلية لأذربيجان
شبكة النهر الكثيفة في الجمهورية مغطاة بشبكة عنكبوتية زرقاء. هناك حوالي 8400 نهر في أراضي أذربيجان.ط 850 منها يبلغ طولها أكثر من 5 كم. ومع ذلك، لا يوجد سوى 24 نهراً يبلغ طولها أكثر من 100 كم. تعتبر نهري كورا وأراز أكبر أنهار القوقاز وهما المصدر الرئيسي للري والطاقة الكهرومائية في البلاد. ينبع نهر كور من المنحدر الشمالي الشرقي لجبل جيزيلجاديك في تركيا، مع ارتفاع مطلق يبلغ 2740 م. يعبر جورجيا ويدخل أراضي أذربيجان يتدفق عبر الأراضي المنخفضة كورا-أراز ويصل إلى بحر قزوين. يبلغ إجمالي طول نهر كورا 1515 كم، 906 كم منها في أراضي جمهورية أذربيجان. تبلغ مساحة الحوض 188 متر مربع تم بناء سدود مينغاتشيفير وشمكير ويينكاند ومحطات الطاقة الكهرومائية على نهر كورا وتم إنشاء مستودعات ضخمة. قنوات ري كبيرة مستمدة من خزان مينغاشيفير - أعالي قره باغ وأعالي شيروان عبارة عن تربة مروية في الأراضي المنخفضة في كورا - أراز. يبدأ نهر أراز من نطاق بينغول (2990 م) في تركيا، ويصل إلى كورا قرب سابيراباد (في قرية سوغوفوشان). يبلغ طوله 1072 كم، وتبلغ مساحة الحوض 102 ألف كيلومتر مربع.
نهر السامور هو أكبر نهر في شمال شرق أذربيجان. يبدأ على ارتفاع مطلق 3600 متر في داغستان ويصب في بحر قزوين. الطول 216 كم، منطقة الحوض 4.4 ألف كيلومتر مربع. وبالإضافة إلى ذلك، فإن نهر جوسار، ونهر غوديال، ونهر فالفالا، ونهر سومغايت، ونهر فاليش، ونهر لنكاران، وأستاراكي، تصب في بحر قزوين.
هناك أنهار جبلية كبيرة في أذربيجان. معظم الأنهار تغذيها الثلوج والأمطار. بالكنشاي، تالاكاي، كاتتشاي، كورموكتشي، كيشكاي وغيرها من الأنهار الصغيرة المأخوذة من منطقة القوقاز الكبرى هي ألزان وأريشايا في وادي ألزان - أريشاي. يتم صبغ أغستافاتشاي، توفوزتشاي، أسكريتشاي، زيامتشاي، شمكيرشاي، جانجاتشاي، كوريكاي، تيرتايراي كورا، التي تنحدر من منطقة القوقاز الصغرى، إلى أركاشيا، ناختشفانشاي، الينكاشاي، جيلانشاي، أوردوبادتشاي أرازا في هاكريخاي، أوكشوتشاي، وجمهورية ناختشفان ذات الحكم الذاتي.
يوجد في أراضي جمهورية أذربيجان بحيرة طبيعية مالحة وحلوة تتميز بحوالي 250 حالة غذائية وحدث. ومن بينها غويغولو، ومارجيلي، وغارغولو، وبباتات، وتيجانغلو، والانهيارات الجليدية، ومنحدرات الأنهار الجليدية، وأغول، وساريسو ، ومحممان ، وحاجيابول من بحيرات النهر ، وأكبر حدوة حصان من أكينوور ، بويوكشر ، وبيناجادي.

## غطاء النبات
أراضي جمهورية أذربيجان لديها النباتات الغنية. تقريبا جميع الأنواع النباتية الموجودة في العالم هي كبيرة نسبيا في جمهوريتنا. تجمع ما يقرب من 4500 نوع من الأنواع المنتهية في أذربيجان مع 920 نوعًا من 125 نوعًا من النباتات الزهرية. وفقا للعدد الإجمالي للأنواع ، فإن نباتات أذربيجان أكثر ثراء بكثير من جمهوريات القوقاز. تشكل الأنواع الموجودة في البلاد 66 ٪ من مجموع الأنواع المهددة بالانقراض في القوقاز. في القوقاز ومناطق أخرى ، هناك حوالي 240 نوعًا من الأنواع المستوطنة في النباتات الأذربيجانية ، وهي معروفة على نطاق واسع فقط لأذربيجان ومناطقها الصغيرة نسبياً. إن انتشار الغطاء النباتي مرتبط بالتشكل المادي والجغرافي للمنطقة ، ومناخ التربة الحديث ، والمنطقة الرأسية ، وعدد من العوامل الأخرى.
وهكذا ، تطورت الأنواع النباتية الصحراوية وشبه الصحراوية والأراضي الرطبة المائية في الجزء العادي من الجمهورية ، حيث يصل ارتفاعها إلى 200 متر. توجد مجموعات النباتات الصحراوية على سواحل بحر قزوين وجنوب شرق شيروان وميل وموغان وسهول شيرفان. اعتمادا على ملوحة التربة ، هناك براعم وبراعم وسلامي ونباتات شتوية منتشرة هنا.

## الثروات واستخدام الأراضي
الثروات الطبيعية
النفط والغاز الطبيعي والحديد والخامات والمعادن غير الحديدية والبوكسيت والمياه الجوفية.
استخدام الأراضي
- الأراضي الصالحة للزراعة: 20.62%
- المحاصيل الدائمة: 2.61%
- أخرى: 77.77% (2005)

الأراضي المروية
- 14,550 كم² (2003)

مجموع موارد المياه المتجددة
- 30.3 متر مكعب (1997).

المخاطر الطبيعية
- جفاف.

## الآلات الموسيقية في آذربيجان
أقدم آلة موسيقية في آذربيجان هي قوال داش (qavaldash)، وهي مصنوعة من حجرين كبيرين، وقد عُثر عليها في منشأة غوبستان السكنية قرب باكو، وهي مُنشأة وُجدت في حقبة ما قبل التاريخ. يرجع عهد هذه الآلة الموسيقية إلى العصر الحجري، وهي كناية عن قطعة مسطّحة من الكلس الحجري، موضوعة بشكل متوازن على قائمتين صخريّتين. اعتاد سكّان غوبستان العزف عليها في مواكب الرقصات الدينية.
أما أكثر الآلات الموسيقية التقليدية شيوعًا في وقتنا الحاضر فهي الربابة (Tar) والكمنجة والبُزُق (Saz) والعود والقانون والبلابان (Balaban) والبوق (Tutek) والمزمار ( Zurna) والناي والطبلة المزدوجة والرق والدف والدربكّة (Dumbak).